# Lignou
Lignou är en kommun i departementet Orne i regionen Normandie i nordvästra Frankrike. Kommunen ligger i kantonen Briouze som tillhör arrondissementet Argentan. År 2022 hade Lignou 139 invånare.

## Befolkningsutveckling
Antalet invånare i kommunen Lignou
| Referens: INSEE |